# Kukmasti tinamu
Kukmasti tinamu (lat. Eudromia elegans) je vrsta ptice iz roda Eudromia iz reda tinamuovki. Srednje je veličine i živi u južnom Čileu i Argentini u grmovitim područjima. 

## Opis
Dug je oko 39-41 centimetara, a težak je 400-800 grama. Žućkasto-smeđe je boje, ima kratak rep i krila. Noge su plavkaste ili sivkaste. Dosta su kratke i jake.
Hrani se plodovima s tla ili niskih grmova. Također se hrani i malom količinom manjih beskralježnjaka i biljnih dijelova. Mužjak inkubira jaja koja mogu biti od čak četiri različite ženke. Inkubacija obično traje 2-3 tjedna.

## Taksonomija
Podvrste elegentno-kukmastog tinamua su:
- E. elegans elegans, nominativna podvrsta, živi u središnjoj Argentini.
- E. elegans intermedia živi u Andama sjeverozapadne Argentine.
- E. elegans magnistriata živi u Andama sjeverozapadne Argentine.
- E. elegans riojana živi u Andama sjeverozapadne Argentine.
- E. elegans albida živi u suhim savanama zapadne Argentine.
- E. elegans multiguttata živi u suhim grmovitim područjima na istoku središnje Argentine.
- E. elegans devia živi u Andama sjeverozapadne Argentine.
- E. elegans patagonica živi u južnoj Argentini i južnom Čileu.
- E. elegans numida živi u suhim pašnjacima središnje Argentine.
- E. elegans wetmorei živi u Andama na zapadu Argentine.

## Vanjske poveznice
|  | Zajednički poslužitelj ima stranicu o temi Eudromia elegans    |
|  | Zajednički poslužitelj ima još gradiva o temi Eudromia elegans |
|  | Wikivrste imaju podatke o taksonu Eudromia elegans             |